# پیتر ورهیس
پیتر ورهیس (انگلیسی: Pieter Verhees؛ زادهٔ ۸ دسامبر ۱۹۸۹) بازیکن والیبال اهل بلژیک، عضو تیم ملی والیبال بلژیک و باشگاه مودنا است.